# Шумахер, Александр Данилович (1855—1917)
Алекса́ндр Дани́лович Шума́хер (19 ноября [1 декабря] 1855, Москва — ?) — русский государственный и общественный деятель, член III Государственной думы от Рязанской губернии, член Государственного совета по выборам.

## Биография
Лютеранин. Из потомственных дворян. Сын тайного советника Д. Д. Шумахера, племянник действительного тайного советника А. Д. Шумахера. Родился в Москве 19 ноября (1 декабря) 1855 года (по другим сведениям 9 ноября).
Окончил юридический факультет Московского университета со степенью кандидата права (1878). Продолжил обучение за границей и по возвращении в Россию, с 14 ноября 1879 года, поступил на службу в канцелярию московского генерал-губернатора. Был чиновником для поручений (1880), исполняющим должность сверхштатного чиновника особых поручений (1883); 9 июля 1883 года уволен по прошению по домашним обстоятельствам.
Поселившись в своём имении при селе Свинушки Рязанской губернии, посвятил себя занятию сельским хозяйством и общественной деятельности. При селе Ново-Архангельском (ныне — Калинино) создал завод, в котором разводил арденских и клейдесдальских лошадей, чистокровных голландских коров, овец оксфордширдаунов и свиней йоркширов. Избирался гласным Раненбургского уездного (с 1886) и Рязанского губернского (1887—1917) земских собраний, почетным мировым судьей по Раненбургскому уезду (1884—1889, 1910—1917). Был членом Раненбургского по крестьянским делам присутствия (1888—1890). Состоял членом Рязанской учёной архивной комиссии с 1888 года. Был почётным попечителем земских училищ.
С 16 января 1890 года по 1908 год служил земским начальником 2-го участка Раненбургского уезда; 6 февраля 1899 года был произведён в статские советники.
Был членом «Союза 17 октября», входил в комитет его Рязанского отдела. Относился к правому крылу октябристов. Был уполномоченным рязанского дворянства на съездах Объединенного дворянства.
9 сентября 1910 года на дополнительных выборах был избран членом Государственной думы от Рязанской губернии вместо умершего князя Н. С. Волконского. Входил во фракцию октябристов. Состоял членом комиссий: земельной, по судебным реформам и по исполнению государственной росписи доходов и расходов. Выступал против введения в стране всеобщего обязательного начального обучения.
8 сентября 1912 года был избран в члены Государственного совета от Рязанского земства, 22 августа 1915 года переизбран.
После Февральской революции жил в Москве, выдвигался кандидатом во Всероссийское учредительное собрание от Рязанской губернии от блока Союза земельных собственников и старообрядцев.

## Семья
- Жена — Мария Ивановна Станкевич (октябрь 1857 — ?)[1].

## Награды
- Орден Святого Станислава 2-й ст. (14.05.1896);
- Орден Святой Анны 2-й ст. (1902);
- Орден Святого Владимира 4-й ст. (1909).